# Hot R&B/Hip-Hop Songs
Hot R&B/Hip-Hop Songs, tidligere the Black Singles Chart, er en hitliste fra  USA der opdateres ugentligt. Den bliver udgivet af Billboard. 
Listen blev startet i 1942, og den bruges til rangere musik der primært har afro-amerikansk oprindelse. I begyndelsen indeholdt listen primært jazz, traditionel rhythm and blues (R&B) og blues, rock ' n ' roll, doo wop, soul og funk, men den er i dag domineret af moderne R&B og hip hop.Listen er baseret på en kombination af radio-spilletid, salgstal og streaming-aktivitet. Listen havde oprindelig 100 placeringer med den blev forkortet til 50 placeringer i oktober.